# Alginat

Estructura química del polímer alginat.

Els alginats són polisacàrids obtinguts a partir algues marines brunes, de naturalesa polielectrolítica i amb comportament col·loidal que els fa aptes per a poder: 
- Espesseir
- Gelificar
- Emulsionar
- Estabilitzar
- Formar pel·lícules protectores (films).

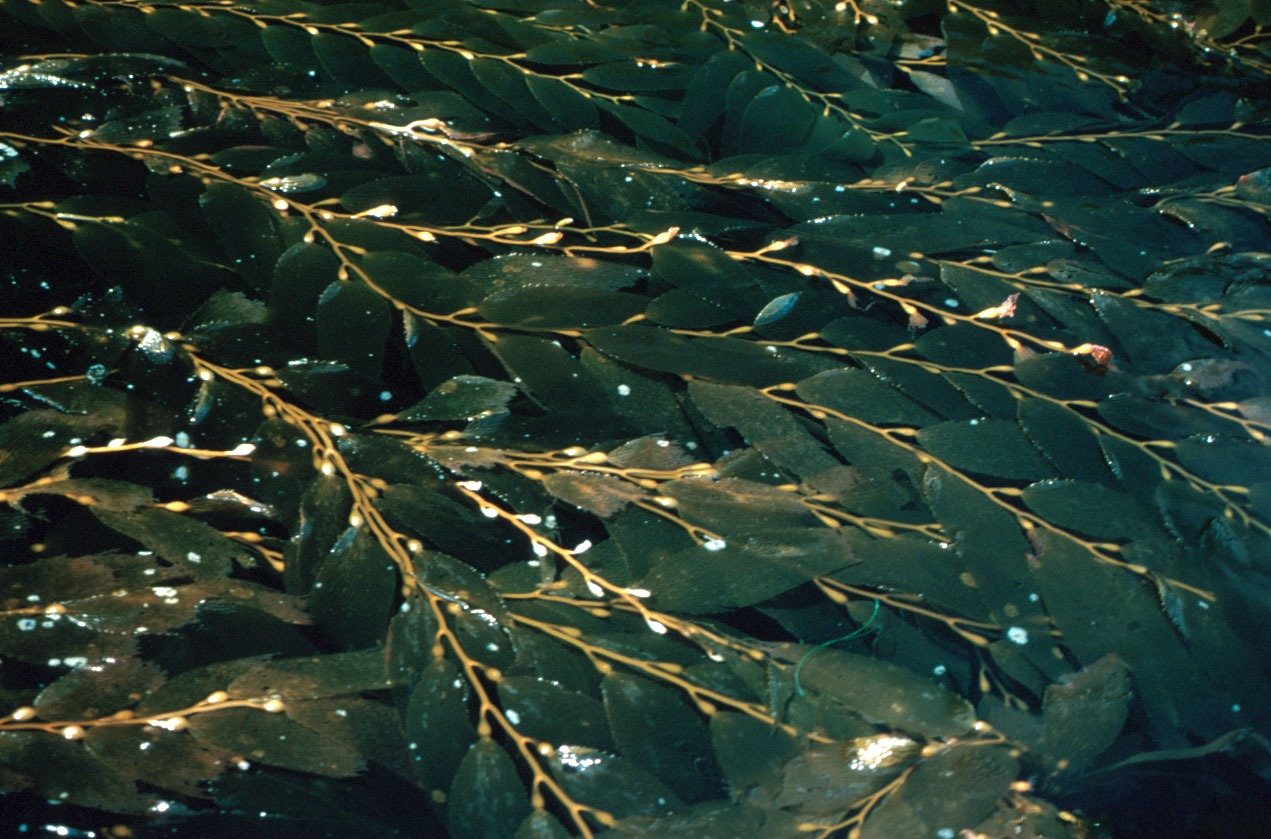
Les algues contenen grans quantitats d'alginat

Aquestes sals corresponen a polímers orgànics derivats de l'àcid algínic.

## Estructura
És un copolímer lineal homopolimèric bloqueja de (1-4)-β-D-manuronat (M) i el seu epímer de C-5 α-L-guluronat (G) units covalentment diverses seqüències. Els monòmers poden aparèixer en blocs homopolimèrics de residus G consecutius (blocs G) amb enllaços α-L(1-4), residus M consecutius (blocs M) amb enllaços β-D(1-4) o bé alternant residus M i G (blocs MG) o bé en blocs aleatoris.
Els alginats són polisacàrids d'unitats monomèriques de tipus urònic, és a dir, sucres on el grup CH2OH del C6 ha estat oxidat a un grup COOH. Aquests dos tipus de monosacàrids són l'àcid β-D-manurònic i α-L-gulurònic (que és l'epímer en C5). Encara que només difereixin en la configuració del C5, hi ha una enorme diferència entre ells, ja que les conformacions espacials són diferents, la qual cosa provoca una gran diferència estructural entre els blocs polièdrics. Encara que els àcids algínics són copolímers lineals d'ambdós àcids per formació d'enllaços α(1→4), no tots són iguals. Els blocs G presenten unaconfiguració en ziga-zaga, i són més abundants en algues del gènere Laminaria. Els blocs M són més lineals, i es troben en un percentatge més elevat en les algues dels gèneres Macrocystis y Ascophyllum. Aquestes ajuden a la conformació tridimensional.
Les algues sintetitzen l'alginat inicialment com un polímer d'àcid manurònic, que posteriorment modifiquen transformant unitats de manurònic en gulurònic mitjançant una epimerització enzimàtica. La conformació estructural és una de les característiques més importants dels alginats i de l'àcid algínic. Hi ha blocs d'homopolímers tant d'àcid gulurònic com de manurònic i també hi ha heteropolímers seqüencials alternats.
La composició química d'un alginat varia d'acord amb l'espècie d'alga marina i fins i tot entre diferents parts de la mateixa alga. Igual que tots els productes produïts a partir de recursos naturals, les propietats de l'alginat també estan subjectes a les variacions estacionals.
La biotecnologia permet, amb enzims bacterians (epimerases), modificar la configuració de les molècules,fent que els blocs M passin a ser blocs G. També s'ha aconseguit el mateix resultat mitjançant l'acció de diòxid de carboni en condicions súper crítiques (150-500 bar).